# A Nox (Csillagkapu)

## Ismertető
| Figyelem: Itt a Csillagkapu 1. évadjának cselekményét vagy a végkifejletet is olvashatod. |

Esemény van a Cheyenne hegyi bázison. Egy miniszter jött megnézni a csillagkaput. Nagyon tetszik is neki, de a washingtoni vezetők azon problémáznak, hogy eddig csak Daniel játszott felfedezősdit, és jó lenne, ha hazahoznának végre egy óriási lézerágyút, Teal'c tudja, mivel kell politikusokat elhallgattatni, így beszámol egy láthatatlan lényről, ami még a goa'uldok fantáziáját is megmozgatja. A csapat útra kell, de érkezés után alig fordítanak hátat a kapunak az egy perccel később már nincs is ott, ahol hagyták.
Keresgélés közben legalább meglátják a láthatatlan repülő valamit, Mikor azonban Jack lekábító puskázná, az elrepül egy botfegyver lövés miatt. A gond csak az, hogy nem Teal'c lőtt. A következő pillanatban be is fut Apófisz három jaffával. Daniel rögtön vérszemet kap és az elkapására szavaz. Egy szűk szikla kanyonban csapdát is állítanak, de a kivitelezés nem túl profi, mert még a testőröket se tudják elintézni, Apófisznak meg személyi pajzsa is van. Így először O'Neillt, majd Samet és Danielt is lelövi.
Teal'c és a holttestek eltűntek. Daniel lyukas ruhában, de meg lehetősen élőnek tűnve tér magához. Fűhajú - látszólag néma - kisemberek jelennek meg és enni invitálják a csapatot. Előkerül Teal'c, a vendéglátók, pedig időközben megtanulnak angolul. A fűhajúak nem túl barátságosak, mert rövid úton hazaszeretnék küldeni a társaságot a bolygóról. Megmentették az egyik jaffát is, és O'Neillék hiába magyaráznak, nem értik meg, hogy a goa'uldok veszélyesek.
Apófisz a maradék két testőrével keresteti az eltűnteket. Teal'c őrzi a jaffát, aki a noxnál van. Később összebarátoznak a noxal, és kiderül, hogy láthatatlanná tudnak válni, és a repülő lényt is ők tüntetik el. Elég bölcs népek, csak nem szeretnek szem előtt lenni. Ez a rejtőzködő életmód viszont a náluk lévő jaffa miatt veszélybe került, de mégsem engedik a CSK-1-nek, hogy elvigyék. A dolgok el is fajulnak, mert a fogoly megszökik, ráadásul közben megsebesíti Teal'c-et és megöli a nox nőt. Ez itt nem akkora gond, az sokkal inkább, hogy menekülés közben még látja a semmiből előtűnő nox csapatot, amint visszahozzák az életbe a csajt.
O'Neillék üldözőbe veszik a Shak'l nevű jaffát, a nox gyerek viszont nagyon szeretne goa'uldokat látni ezért a nyomukba szegődik. Erről szó sem lehet, így haza zavarják. Azonban a nox gyerek is csak gyerek, ezért persze, hogy nem fogad szót és egyenest Apófiszhoz megy ismerkedni. Ő meg goa'uldhoz méltóan a gyerekekkel se bánik jól, és a többiek már csak holtan találják meg a fiút. Így őt is újra az életre keltik, a goa'uldok csak erre vártak . A fiú halála nem javított Jackék helyzetén, így végleg haza zavarják őket. Nagyon trükkösen úgy tesznek, mintha elmennének, de közben elrejtőznek, hogy elkapják Apófiszt egy szál nyíllal.
A noxok újraélesztenek, Jackék a bozótban bujkálnak és támadnak a goa'uldok. A jaffákat legyőzik, de mikor a kábító nyíllal lelőnék Apófiszt, a noxok eltüntetik. Megint nem jött össze, de most nem is haltak meg. A kapunál, illetve a helyénél megjelenik a nox ember és a nox gyerek. A fegyvereket és a goa'uldokat már átküldték, és ha a CSK-1 is átment, akkor eltemetik a kaput. O'Neillék aggódnak, hogy a goa'uldok hajóval jönnek majd vissza, de megnyugtatásul a nox megmutat egy az erdő felett lebegő hi-tech városkát. Úgy tűnik, nem kell őket félteni, valószínűleg meg tudják védeni magukat, ha szükséges. Ezt a földiek továbbra sem mondhatják el, mert a csapat ugyan élményekben gazdagon, de megint üres kézzel tér haza.

## Érdekességek
- Shak'l ledöfte Teal'cet, ám a pengén nem volt vér.
- Az első aktiválásnál (szondát küldik), a kapu mögött jobbra statikus álló kék fény látható.
- Miután Apófisz elkérte az egyik Jaffájától a botfegyvert, O'Neillra célzott. Közvetlenül a lövés előtt a kamera még néhány pillanatig O'Neillt mutatta, majd újra Apófiszt, aki a háttért alapul véve már máshol állt.
- Apófisz meglepődötten tapasztalta, hogy Teal'c eltűnt. Amikor még a kamera hátulról mutatta Apófiszt, látszik, ahogy leengedi a botfegyvert, a következő vágásnál viszont még mindig lövésre készen tartja.